# Mülverstedt
Mülverstedt is een gemeente in de Duitse deelstaat Thüringen, en maakt deel uit van de Unstrut-Hainich-Kreis.
Mülverstedt telt  inwoners.